# Sainte-Luce-sur-Loire
Sainte-Luce-sur-Loire è un comune francese di 11 929 abitanti situato nel dipartimento della Loira Atlantica nella regione dei Paesi della Loira. Confina con la città di Nantes dalla quale dista 6 km.

## Società

### Evoluzione demografica
Abitanti censiti